# Hysterocrates crassipes
Hysterocrates crassipes là một loài nhện trong họ Theraphosidae.
Loài này thuộc chi Hysterocrates. Hysterocrates crassipes được Mary Agard Pocock miêu tả năm 1897.